# جيرمين هايلتون
جيرمين هايلتون (بالإنجليزية: Jermaine Hylton)‏ هو لاعب كرة قدم بريطاني، ولد في 28 يونيو 1993 في برمنغهام في المملكة المتحدة. لعب مع سويندون تاون.

## وصلات خارجية
- جيرمين هايلتون على موقع قاعدة بيانات كرة القدم.إي يو (الإنجليزية)
- جيرمين هايلتون على موقع Soccerbase.com (لاعب) (الإنجليزية)
- جيرمين هايلتون على موقع Soccerway.com (الإنجليزية)
- جيرمين هايلتون على موقع عالم كرة القدم.نت (الإنجليزية)